# Lake Richter
Der Lake Richter ist ein Gebirgssee im Southland District der Region Southland auf der Südinsel von Neuseeland.

## Namensherkunft
Der See wurde 1897 von einem deutschen Bergsteiger so benannt. Einige Dekaden zuvor bekam er den Namen Lake Dundas von J. F. Dundas verliehen.

## Geographie
Der Lake Richter befindet sich auf einer in den Lake Manapouri hineinragenden Landzunge zwischen der Hurricane Passage im Südwesten und der Calm Bay im Nordosten, rund 2,1 km westnordwestlich von Rona Island und rund 1,9 km nordöstlich von Pomona Island. Der von seiner Form her einem Stiefel gleichende See befindet sich auf einer Höhe von rund 310 m und dehnt sich über eine Fläche von rund 14,3 Hektar aus. Seine Uferlinie kommt auf eine Länge von rund 2,22 km und in der Diagonale misst seine Seelänge rund 690 m in Südwest-Nordost-Richtung. An der breitesten Stelle kommt der See auf eine Breite von rund 290 m in Nordwest-Südost-Richtung.
Der See besitzt keine erkennbaren Zu- oder Abläufe.
In der Mitte des Sees befindet sich eine rund 780 m² große Insel und rund 60 m westlich davon eine kleinere, rund 120 m² große Insel.